# Tyrannen
Die Tyrannen (Tyrannidae), gelegentlich auch Neuweltfliegenschnäpper genannt, sind eine Familie der Sperlingsvögel. Sie unterscheiden sich in ihrem Erscheinungsbild und ihrem Verbreitungsgebiet, haben jedoch fast alle eine Vorliebe für Insektennahrung. Ihren Namen verdanken sie ihrer Aggressivität gegenüber Eindringlingen in das eigene Revier, sogar gegenüber Greifvögeln.

## Verbreitung

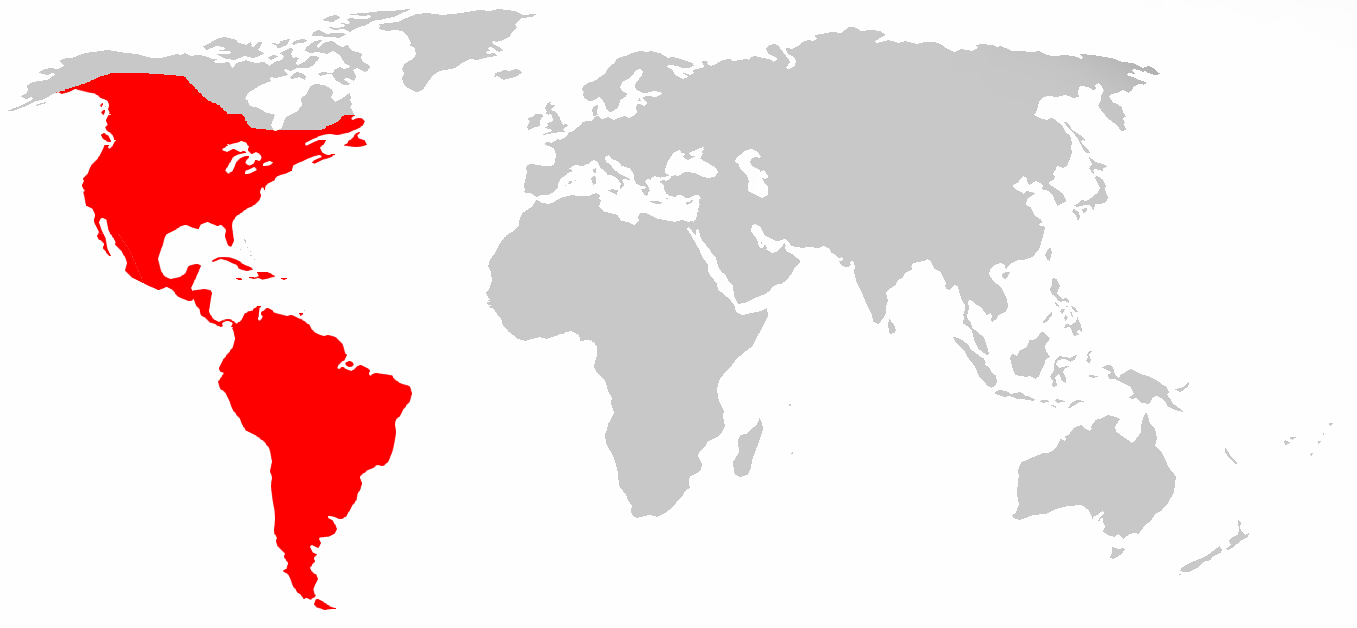
Das Verbreitungsgebiet der Tyrannen

Das Verbreitungsgebiet der Tyrannen reicht von Kanada bis nach Feuerland. Die Vögel, die hoch im Norden oder weit im Süden leben, ziehen gegen Winter in gemäßigtere Zonen. Etwa zehn Prozent aller südamerikanischen Vögel gehören der Familie der Tyrannen an. Einige Arten leben auch auf den Galápagos-Inseln und den westindischen Inseln. Das östlichste Verbreitungsgebiet hat der Noronha-Olivtyrann (Elaenia ridleyana), der auf dem brasilianischen Fernando-de-Noronha-Archipel endemisch ist. Tyrannen halten sich vor allem im offenen Land auf, aber auch in Wäldern. 

## Merkmale
Die Größe der Tyrannen reicht von 6,5 cm bis 30 cm. Ihr Gewicht liegt zwischen 4,5 g und 80 g. Die Männchen sind meistens schwerer und größer als die Weibchen. Der kleinste Tyrann ist der Stummelschwanz-Zwergtyrann, er hat etwa die Maße eines kleinen Kolibris. Nur wenige Arten haben hellleuchtendes, farbiges Gefieder, die meisten sind unauffällig gefärbt. In der Regel dominieren olivbraune und gelbliche Farben. Einige haben auch unterschiedliche Hauben auf dem Kopf, welche sich bei Aufregung aufstellen. Der Kopf ist meist relativ groß, der Hals ist kurz und dick. Der Schnabel ist meist relativ breit und kurz. Beine und Zehen sind bei den meisten Arten kurz.

## Lebensweise
Tyrannen leben sehr territorial und verteidigen ihre Reviere lauthals und mit gewagten Flugangriffen gegen alle Vögel, die dort eindringen, selbst wenn es sich dabei um größere Greifvögel handelt. Nur während der Überwinterungszeit, in der sich viele Arten im Amazonasbecken sammeln, verhalten sie sich friedlich. Dabei kann es vorkommen, dass sich ganze Schwärme verschiedener Tyrannenarten vermischen. 
Tyrannen ernähren sich hauptsächlich von Insekten, fressen aber auch Beeren und tropische Früchte. Einige Arten ernähren sich während der Brutzeit von Insekten, bevorzugen Früchte aber außerhalb der Brutzeit. Bei größeren Arten gehören auch kleine Wirbeltiere zur Nahrung. Viele Arten fangen Insekten im Flug, andere suchen sie auf dem Boden und in der Laubstreu.

## Fortpflanzung
Die meisten Arten paaren sich einmal im Jahr, während der Brutzeit, die vom Frühjahr bis zum Frühsommer dauert. In dieser Zeit verhalten sich die meisten Vögel sehr aggressiv gegenüber anderen Vögeln.
Die Nester sind sehr unterschiedlich, so bauen einige Arten kunstvolle Geflechte, andere hängende Schalen oder auch ganz normale Nester mit Aushöhlungen. Das Gelege besteht aus zwei bis vier braun gesprenkelten Eiern, welche einige Wochen bebrütet werden. Viele Arten verpaaren sich lebenslang. Die meisten Jungen erhalten ihre Geschlechtsreife mit einem Lebensjahr.

## Gattungen und Arten

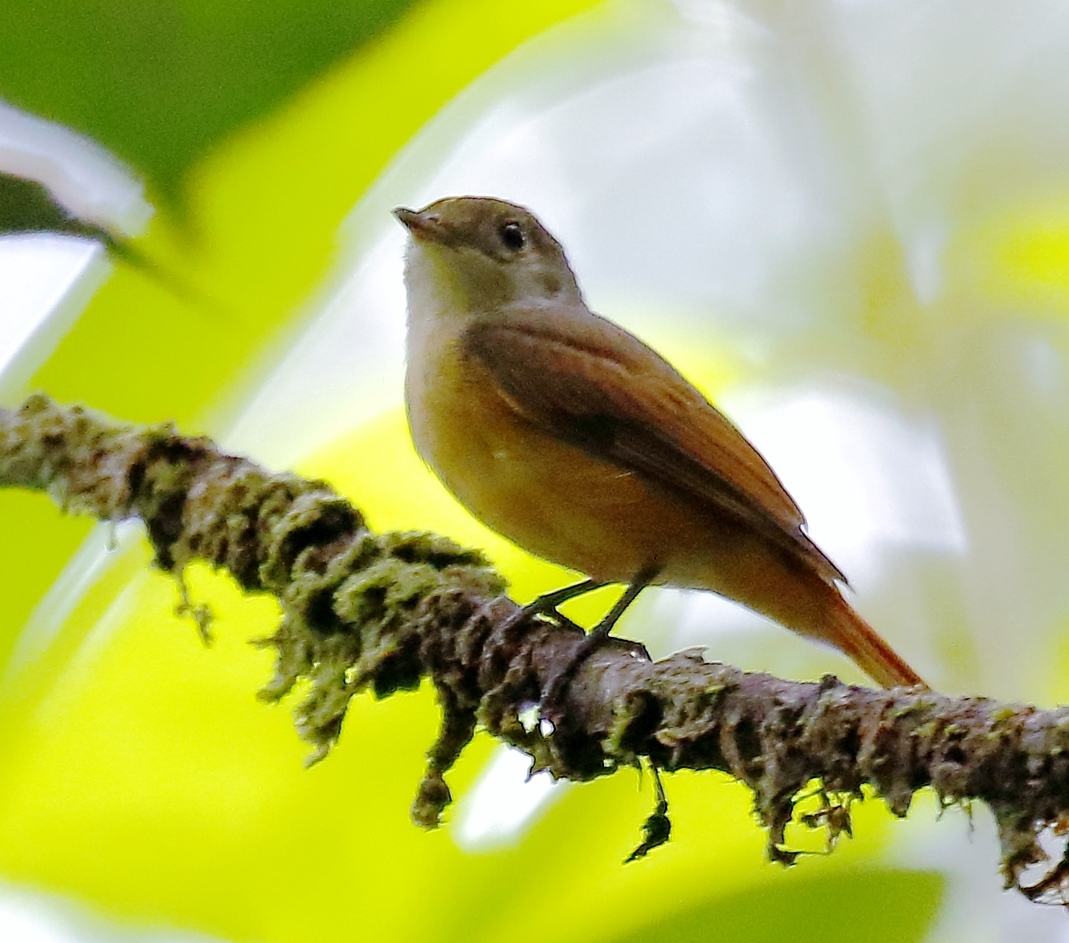
Zimtbauchtyrann (Neopipo cinnamomea)

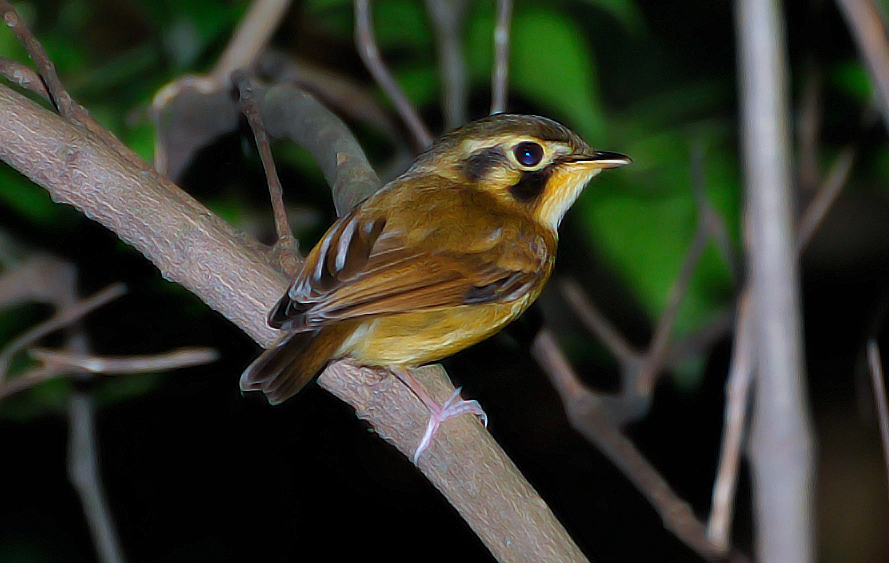
Gelbscheitel-Spatelschnabeltyrann (Platyrinchus mystaceus)

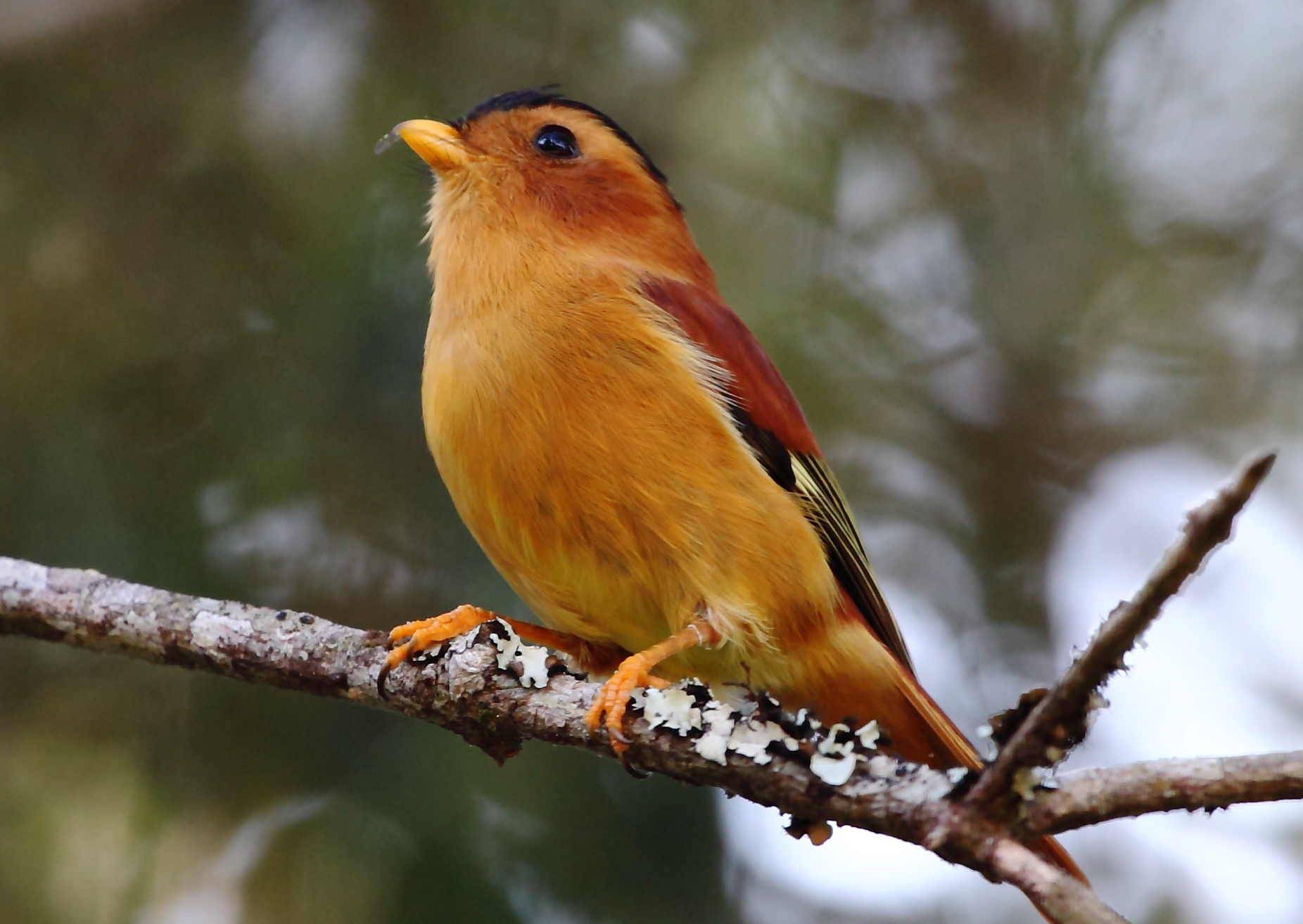
Zimtpipratyrann (Piprites pileata)

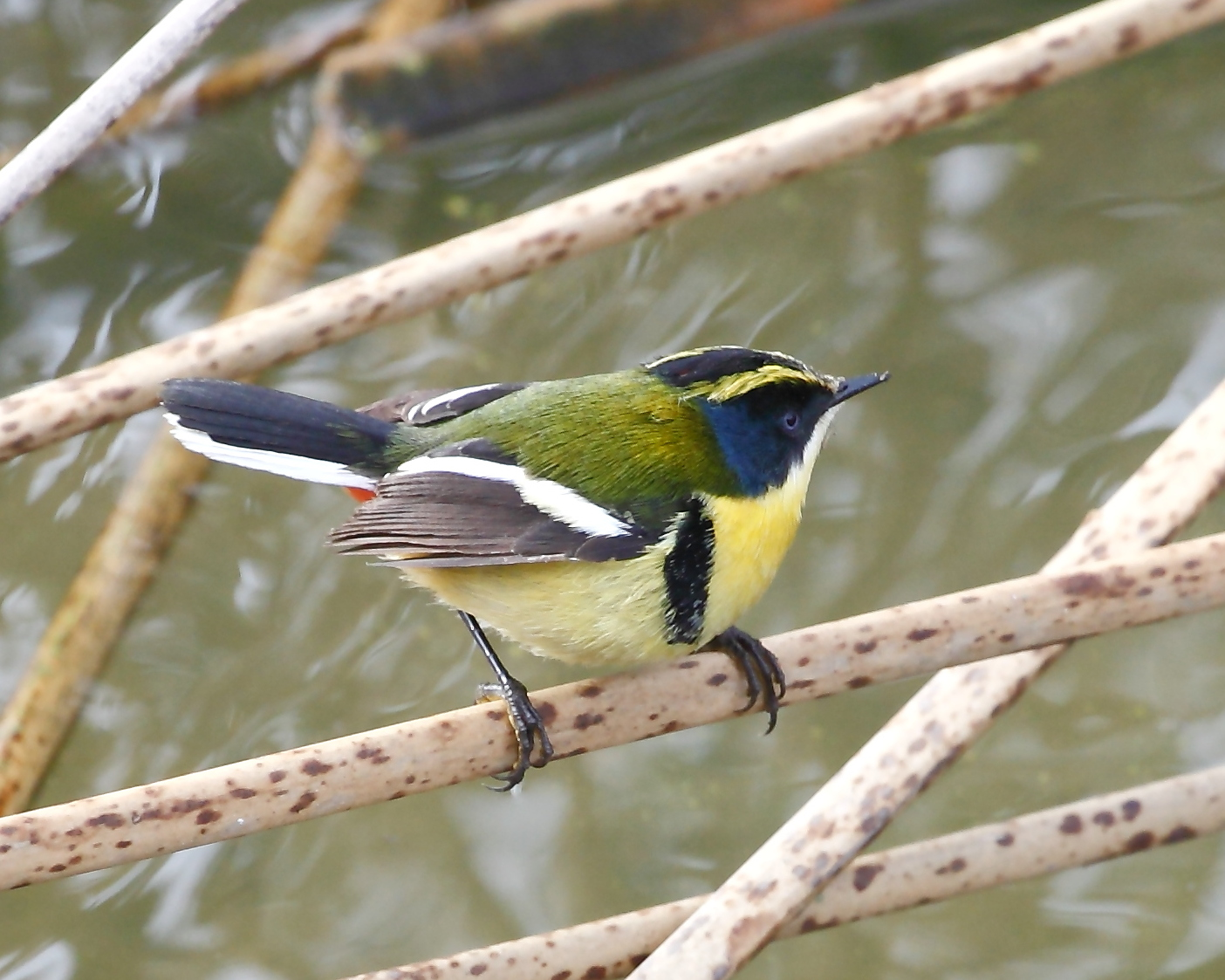
Vielfarben-Tachurityrann (Tachuris rubrigastra)

Die Familie der Tyrannen umfasst über 440 Arten. Viele von ihnen wurden nach ihren Rufen benannt, wie die Phoebetyrannen.

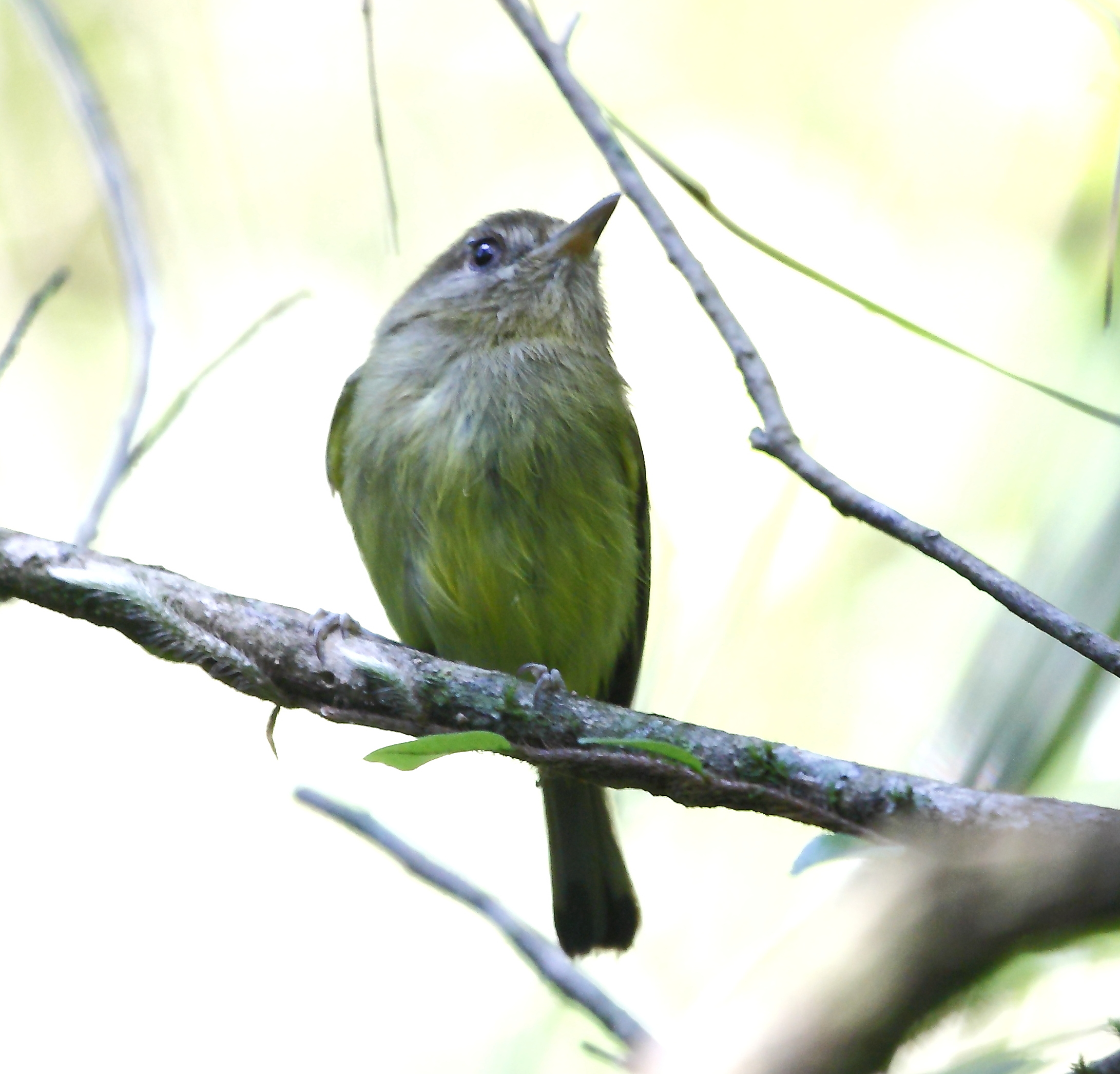
Ockerbrust-Todityrann (Hemitriccus kaempferi)

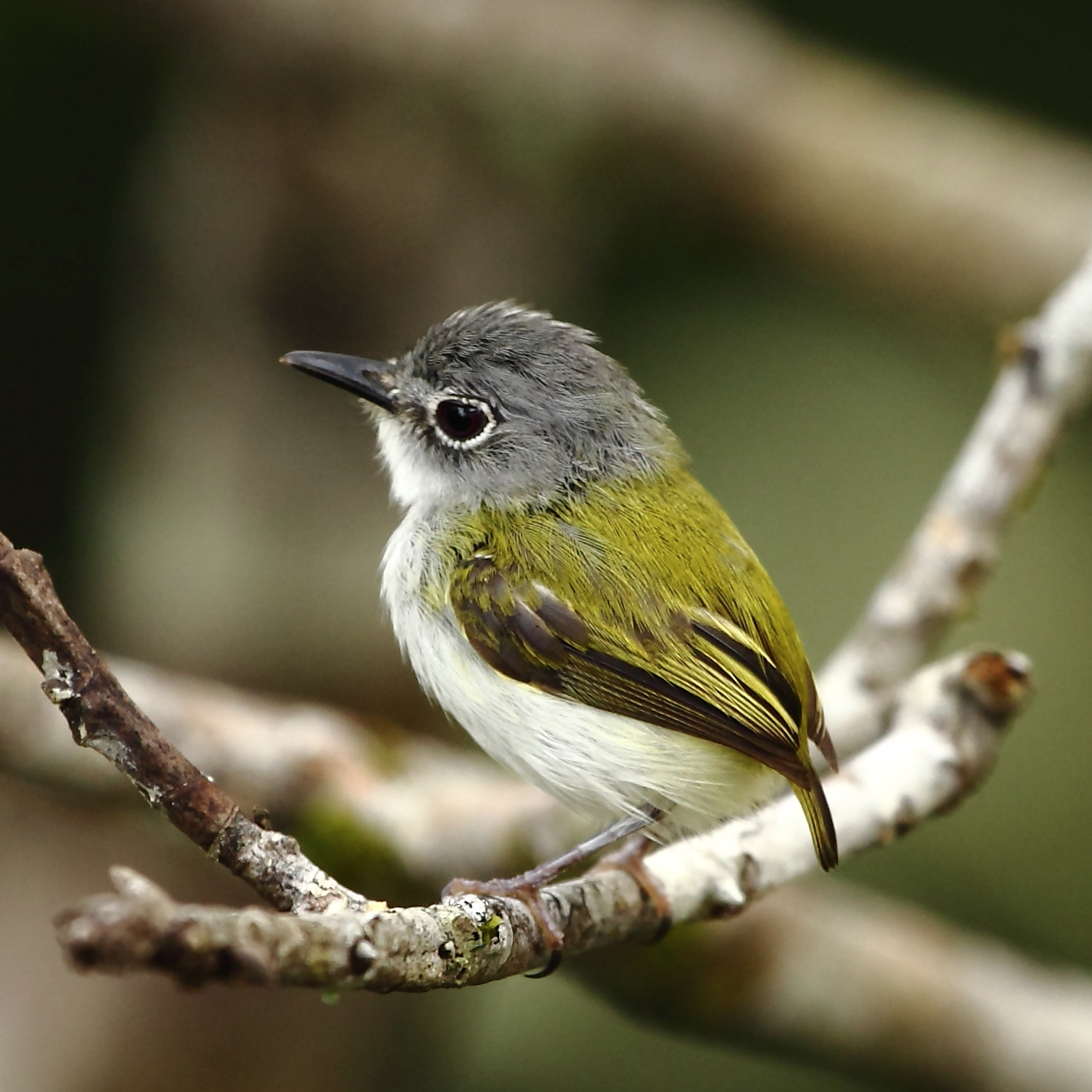
Stummelschwanz-Zwergtyrann (Myiornis ecaudatus)

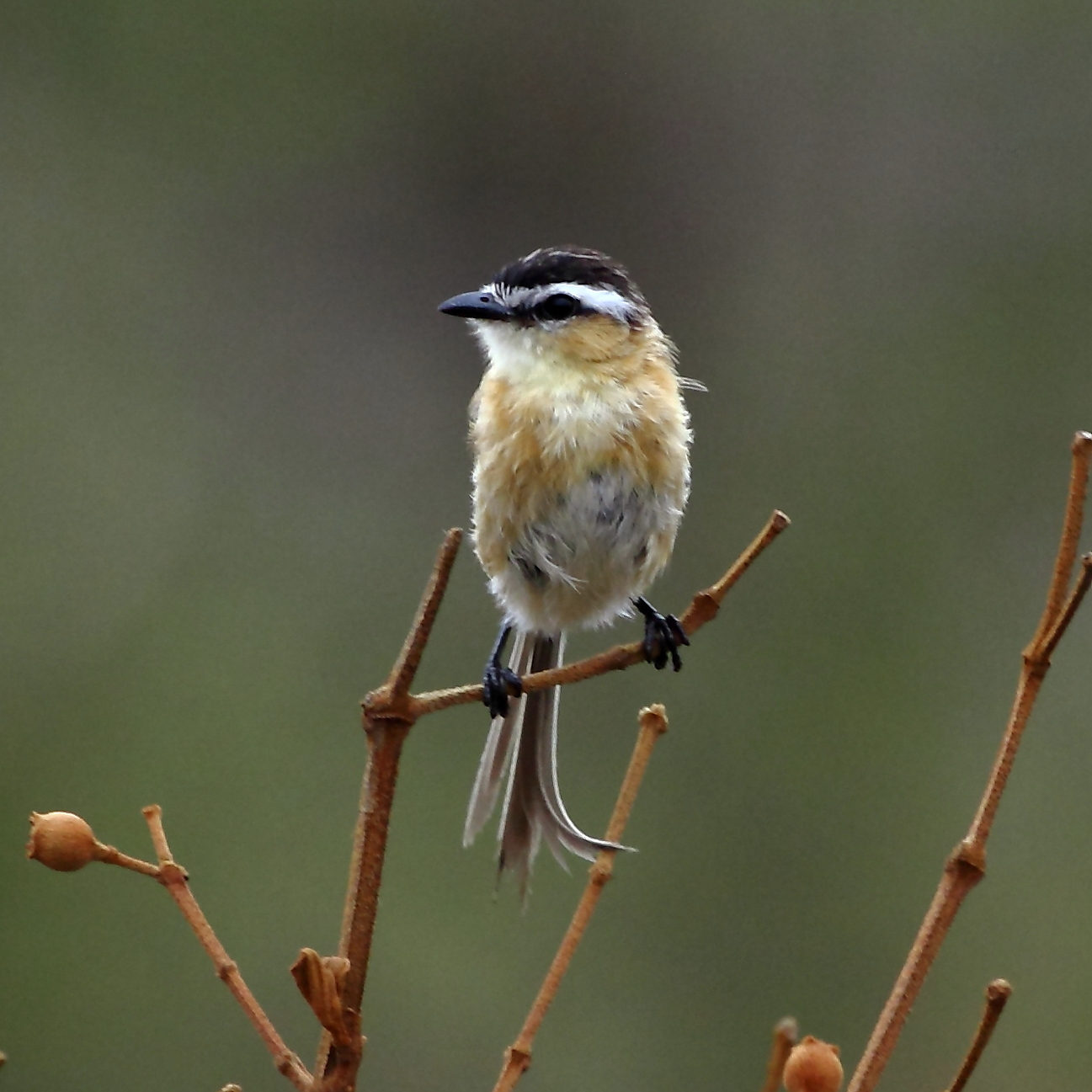
Spitzschwanz-Grastyrann (Culicivora caudacuta)

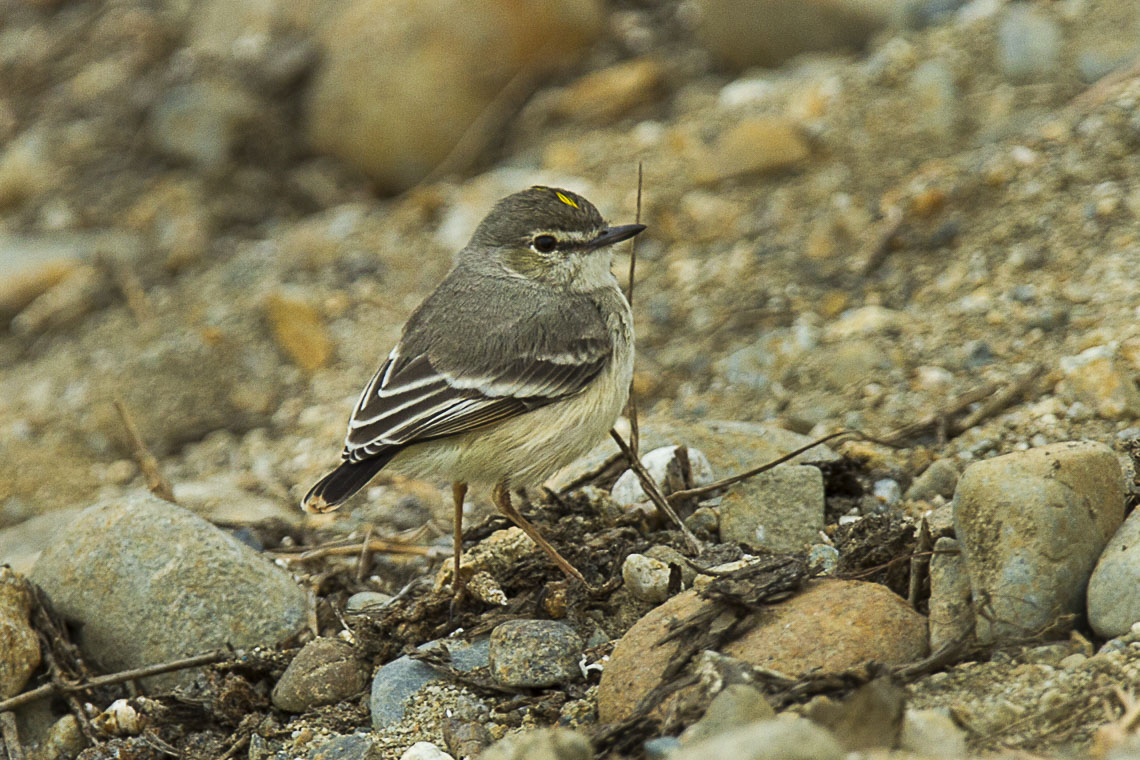
Stummelschwanztyrann (Muscigralla brevicauda)

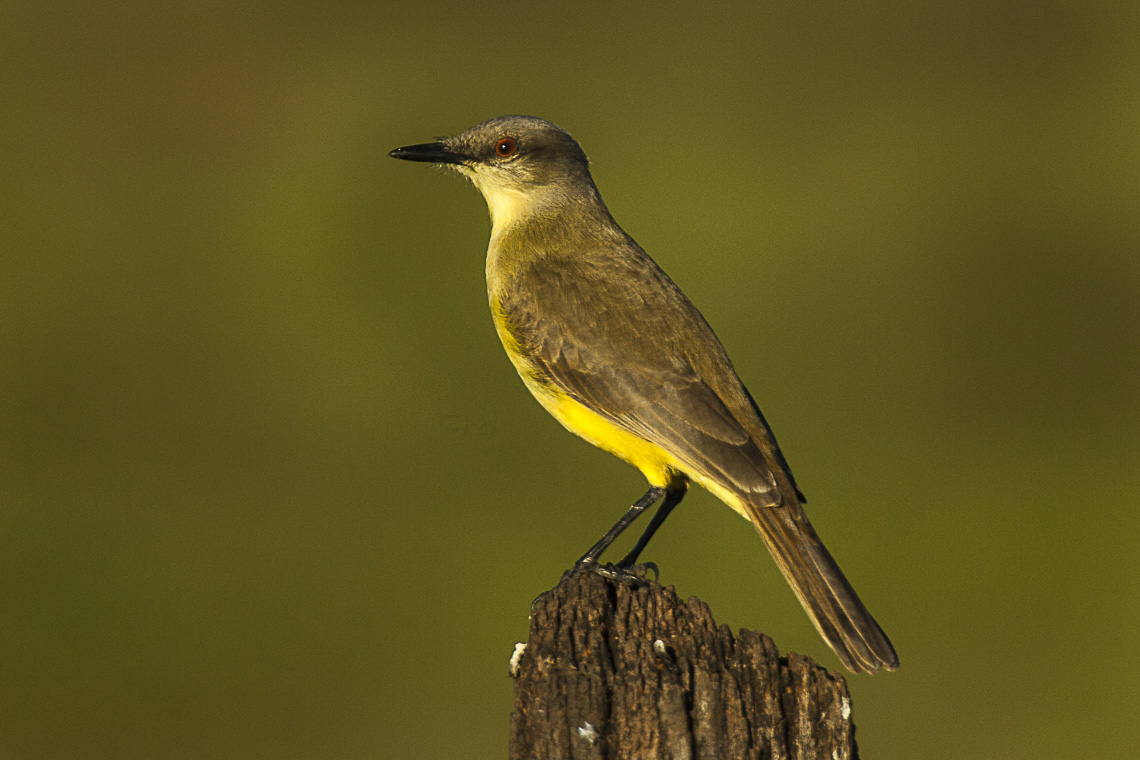
Stelzentyrann (Machetornis rixosa)

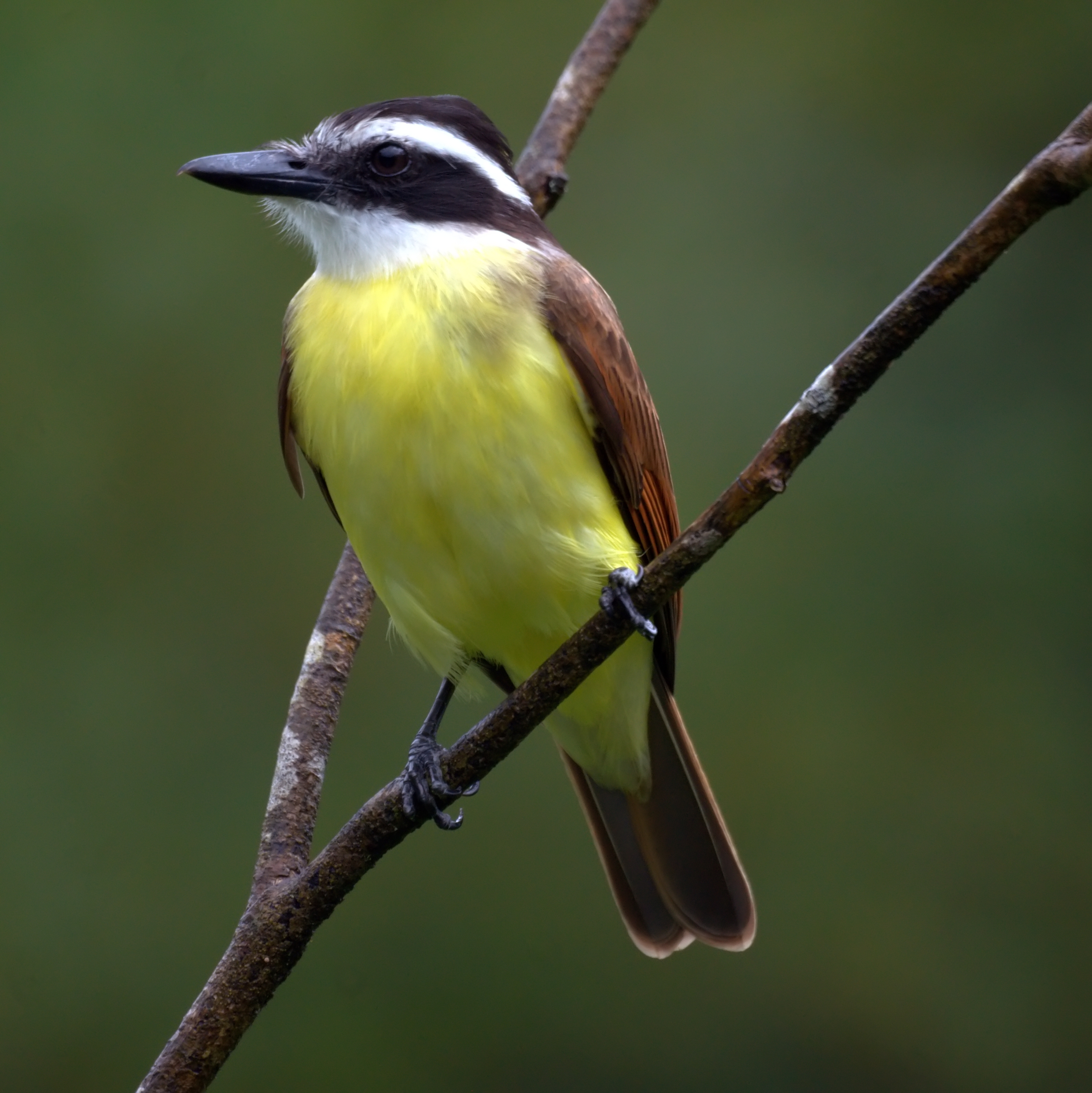
Schwefeltyrann (Pitangus sulphuratus)

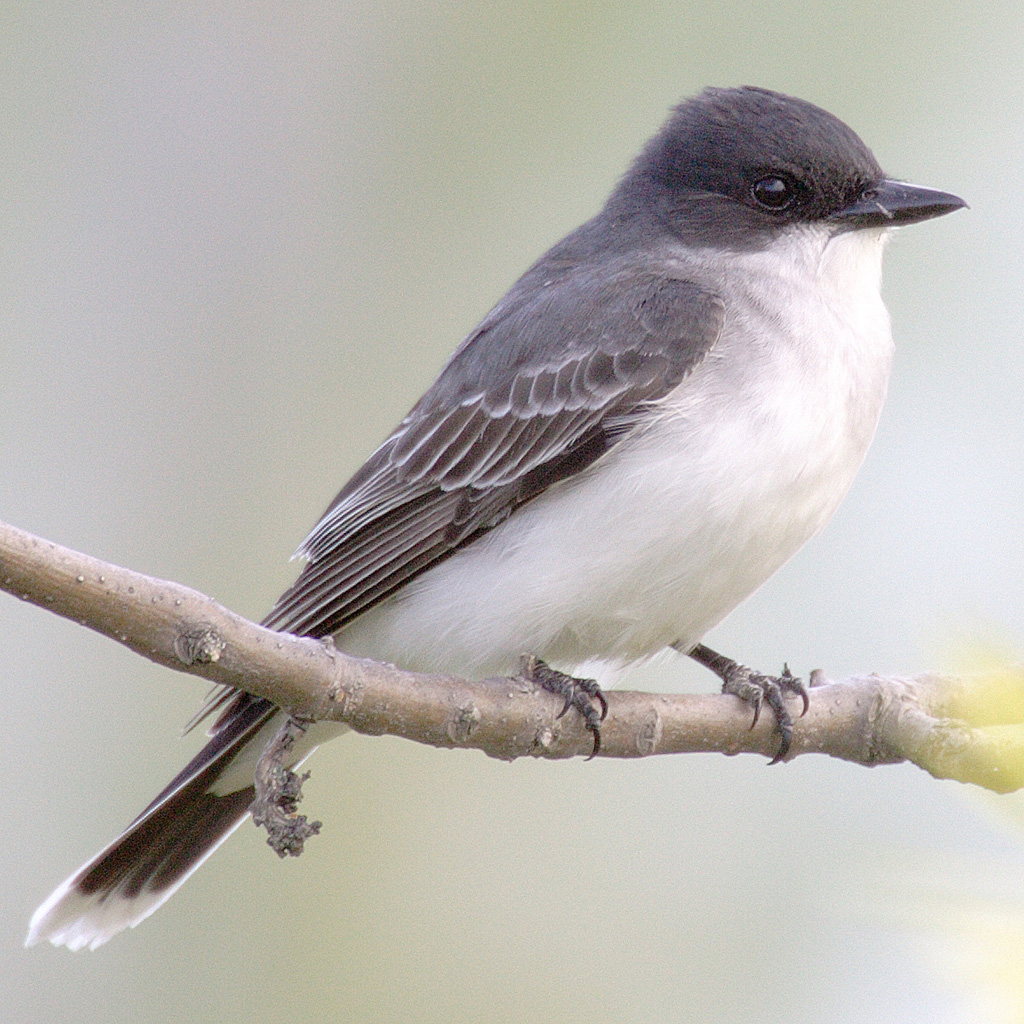
Königstyrann (Tyrannus tyrannus)

Unterfamilien, Gattungen und ausgewählte Arten:
- Unterfamilie Spatelschnabeltyrannen (Platyrinchinae)
  - Calyptura
    - Goldhähnchentyrann (Calyptura cristata)

  - Neopipo
    - Zimtbauchtyrann (Neopipo cinnamomea)

  - Platyrinchus
    - Zimtkopf-Spatelschnabeltyrann (Platyrinchus saturatus)
    - Kurzschwanz-Spatelschnabeltyrann (Platyrinchus cancrominus)
    - Gelbscheitel-Spatelschnabeltyrann (Platyrinchus mystaceus)
    - Goldkappen-Spatelschnabeltyrann (Platyrinchus coronatus)
    - Gelbkehl-Spatelschnabeltyrann (Platyrinchus flavigularis)
    - Silberkopf-Spatelschnabeltyrann (Platyrinchus platyrhynchos)
    - Rostflügel-Spatelschnabeltyrann (Platyrinchus leucoryphus)
- Unterfamilie Pipritinae
  - Pipratyrannen (Piprites)
    - Graustirn-Pipratyrann (Piprites griseiceps)
    - Gelbzügel-Pipratyrann (Piprites chloris)
    - Zimtpipratyrann (Piprites pileata)
- Unterfamilie Tachurisinae
  - Tachuris
    - Vielfarben-Tachurityrann (Tachuris rubrigastra)
- Unterfamilie Pipromorphinae
  - Tribus Pipromorphini
    - Cnipodectes
    - Corythopis
    - Leptopogon
    - Mionectes
      - Graukappen-Pipratyrann (Mionectes striaticollis)
      - Olivkopf-Pipratyrann (Mionectes olivaceus)
      - Santa-Marta-Pipratyrann (Mionectes galbinus)
      - Ockerbauch-Pipratyrann (Mionectes oleagineus)
      - Schwarzschnabel-Pipratyrann (Mionectes macconnelli)
      - Tepuipipratyrann (Mionectes roraimae)
      - Graukopf-Pipratyrann (Mionectes rufiventris)

    - Phylloscartes
      - Gelbbürzel-Laubtyrann (Phylloscartes roquettei)
      - Olivkappen-Laubtyrann (Phylloscartes chapmani)
      - Zimtgesicht-Laubtyrann (Phylloscartes parkeri)

    - Pogonotriccus
    - Pseudotriccus
    - Taeniotriccus

  - Tribus Rhynchocyclini
    - Rhynchocyclus
    - Tolmomyias

  - Tribus Triccini
    - Atalotriccus
    - Hemitriccus
      - Ockerbrust-Todityrann (Hemitriccus kaempferi)

    - Lophotriccus
      - Rot-Schuppenkopftyrann (Lophotriccus pileatus)

    - Myiornis
      - Stummelschwanz-Zwergtyrann (Myiornis ecaudatus)

    - Oncostoma
    - Poecilotriccus
    - Todirostrum
- Unterfamilie Hirundineinae
  - Hirundinea
  - Myiotriccus
  - Nephelomyias
  - Pyrrhomyias
- Unterfamilie Elaeniinae
  - Camptostoma
  - Euscarthmus
  - Inezia
  - Ornithion
  - Stigmatura
  - Zimmerius
  - Anairetes
    - Schwarzhauben-Tachurityrann (Anairetes nigrocristatus)
    - Streifenbauch-Tachurityrann (Anairetes reguloides)

  - Capsiempis
  - Culicivora
  - Elaenia
  - Mecocerculus
  - Myiopagis
  - Nesotriccus
  - Phyllomyias
    - Urichkleintyrann (Phyllomyias urichi)
    - Rußkappen-Kleintyrann (Phyllomyias griseiceps)

  - Polystictus
  - Pseudelaenia
  - Pseudocolopteryx
  - Serpophaga
  - Suiriri
  - Tyrannulus
  - Uromyias
- Unterfamilie Muscigrallinae
  - Muscigralla
- Unterfamilie Tyranninae
  - Attila
  - Conopias
  - Deltarhynchus
  - Empidonomus
  - Griseotyrannus
  - Legatus
  - Machetornis
    - Stelzentyrann (Machetornis rixosa)

  - Megarynchus
  - Myiodynastes
  - Myiozetetes
  - Phelpsia
  - Philohydor
  - Pitangus
    - Schwefeltyrann (Pitangus sulphuratus)
    - Liktormaskentyrann (Pitangus lictor)

  - Ramphotrigon
  - Tyrannopsis
  - Königstyrannen (Tyrannus)
    - Königstyrann (Tyrannus tyrannus)
    - Scherenschwanz-Königstyrann (Tyrannus forficatus)
    - Arkansaskönigstyrann (Tyrannus verticalis)
    - Trauertyrann (Tyrannus melancholicus)

  - Casiornis
  - Myiarchus
    - Kleinantillen-Schopftyrann (Myiarchus oberi)

  - Rhytipterna
  - Sirystes
- Unterfamilie Fluvicolinae
  - Alectrurus
    - Wimpeltyrann (Alectrurus risora)
    - Hahnenschwanz-Tyrann (Alectrurus tricolor)

  - Arundinicola
  - Colonia
  - Colorhamphus
  - Fluvicola
  - Gubernetes
  - Muscipipra
  - Myiophobus
  - Ochthoeca
  - PyrocephalusRubintyrann (Pyrocephalus rubinus)

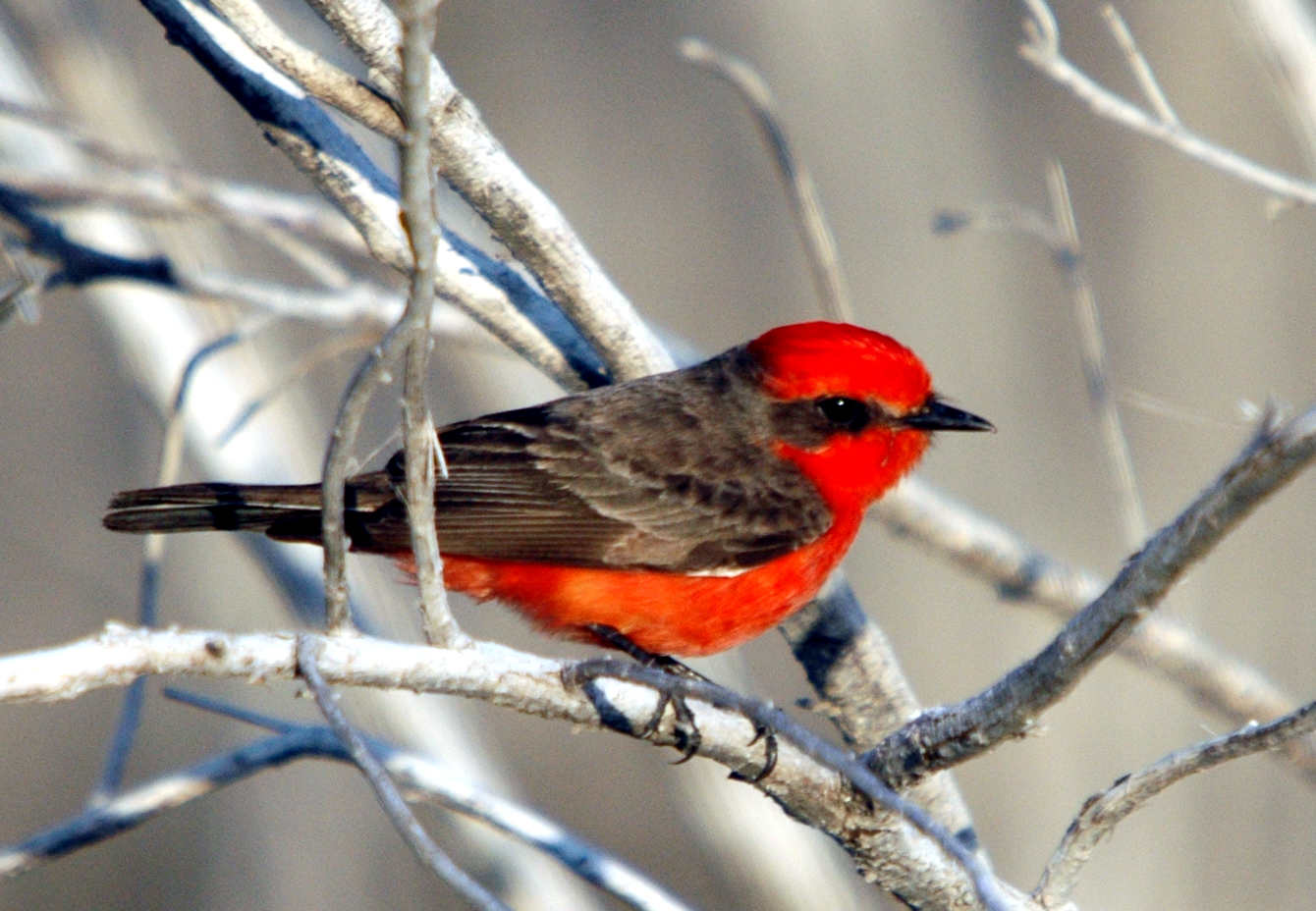
Rubintyrann (Pyrocephalus rubinus)

    - San-Cristóbal-Rubintyrann (Pyrocephalus dubius)
    - Galapagos-Rubintyrann (Pyrocephalus nanus)
    - Rubintyrann (Pyrocephalus rubinus)

  - Silvicultrix
  - Sublegatus
  - Hakentyrannen (Agriornis)
    - Kleinhakentyrann (Agriornis murinus)
    - Schwarzschnabel-Hakentyrann (Agriornis montanus)
    - Schwarzschwanz-Hakentyrann (Agriornis lividus)
    - Weißbrauen-Hakentyrann (Agriornis micropterus)
    - Weißschwanz-Hakentyrann (Agriornis albicauda)

  - Cnemarchus
  - Hymenops
  - Knipolegus
  - Sporntyrannen (Lessonia)
    - Patagoniensporntyrann (Lessonia rufa)

  - Grundtyrannen (Muscisaxicola)
    - Gelbnacken-Grundtyrann (Muscisaxicola flavinucha)
    - Rostkappen-Grundtyrann (Muscisaxicola albilora)

  - MyiotheretesStreifenkehl-Buschtyrann (Myiotheretes striaticollis)

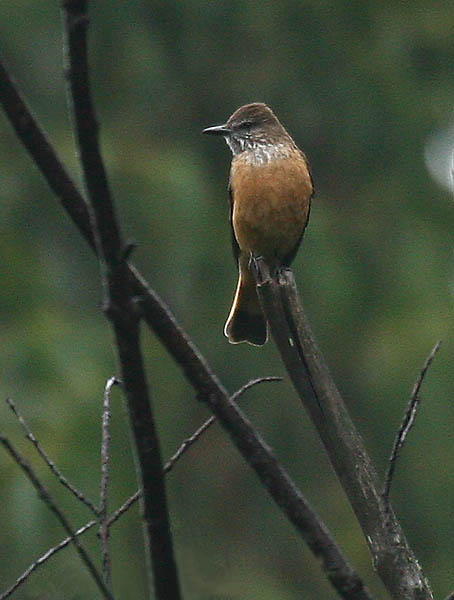
Streifenkehl-Buschtyrann (Myiotheretes striaticollis)

    - Rostbinden-Buschtyrann (Myiotheretes fuscorufus)
    - Rußbuschtyrann (Myiotheretes fumigatus)
    - Santa-Marta-Buschtyrann (Myiotheretes pernix)
    - Streifenkehl-Buschtyrann (Myiotheretes striaticollis)

  - Neoxolmis
  - Polioxolmis
  - Satrapa
  - Xolmis
  - Aphanotriccus
  - Contopus
    - Olivflanken-Schnäppertyrann (Contopus cooperi)
    - Westlicher Waldtyrann (Contopus sordidulus)
    - Kubaschnäppertyrann (Contopus caribaeus)

  - EmpidonaxUfertyrann (Empidonax difficilis)

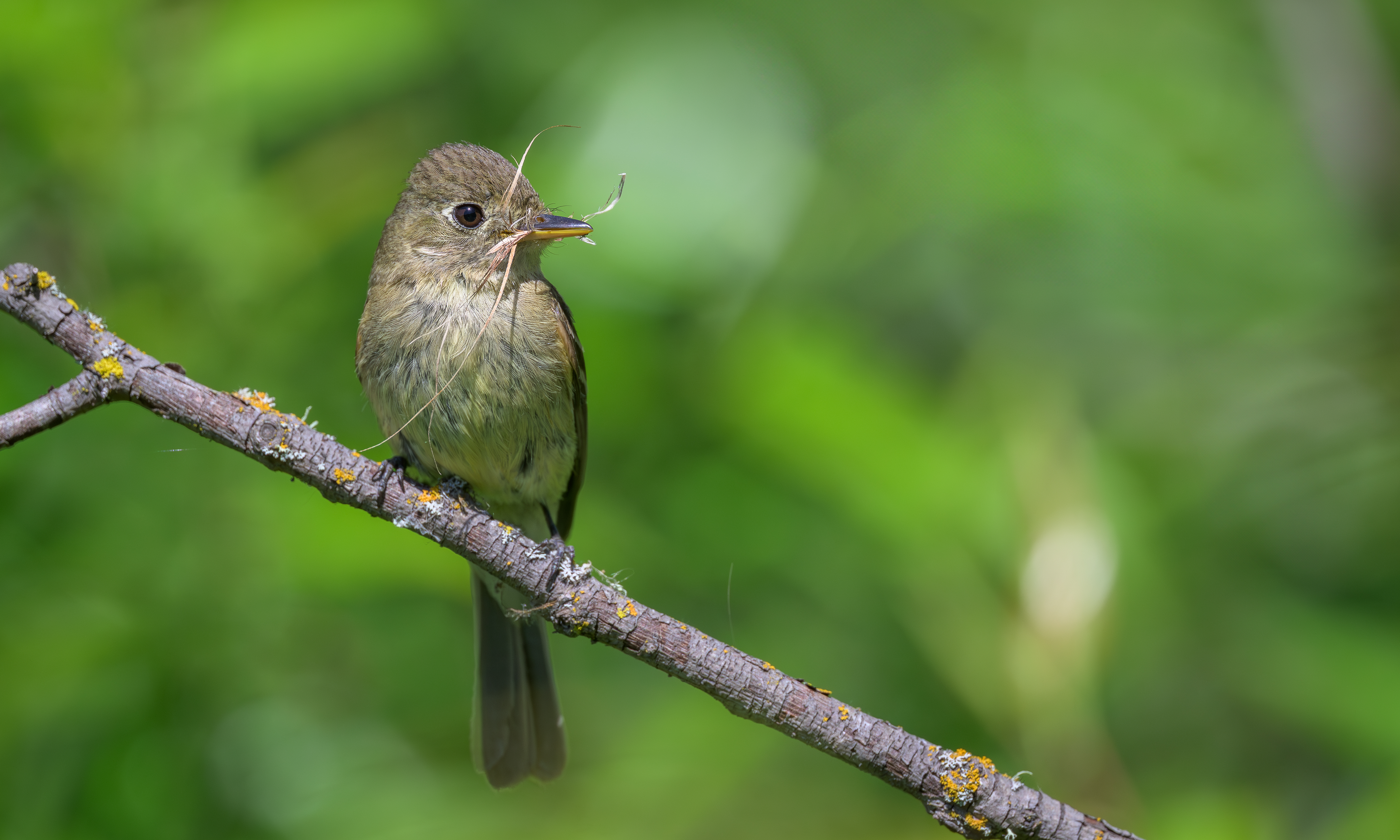
Ufertyrann (Empidonax difficilis)

    - Gilbufertyrann (Empidonax flavescens)
    - Gartentyrann (Empidonax minimus)
    - Buchenschnäppertyrann (Empidonax virescens)
    - Erlenschnäppertyrann (Empidonax alnorum)
    - Tannenschnäppertyrann (Empidonax hammondii)
    - Buschland-Schnäppertyrann (Empidonax oberholseri)
    - Ufertyrann (Empidonax difficilis)

  - Lathrotriccus
  - Mitrephanes
  - Phoebetyrannen (Sayornis)Weißbauch-Phoebetyrann (Sayornis phoebe)

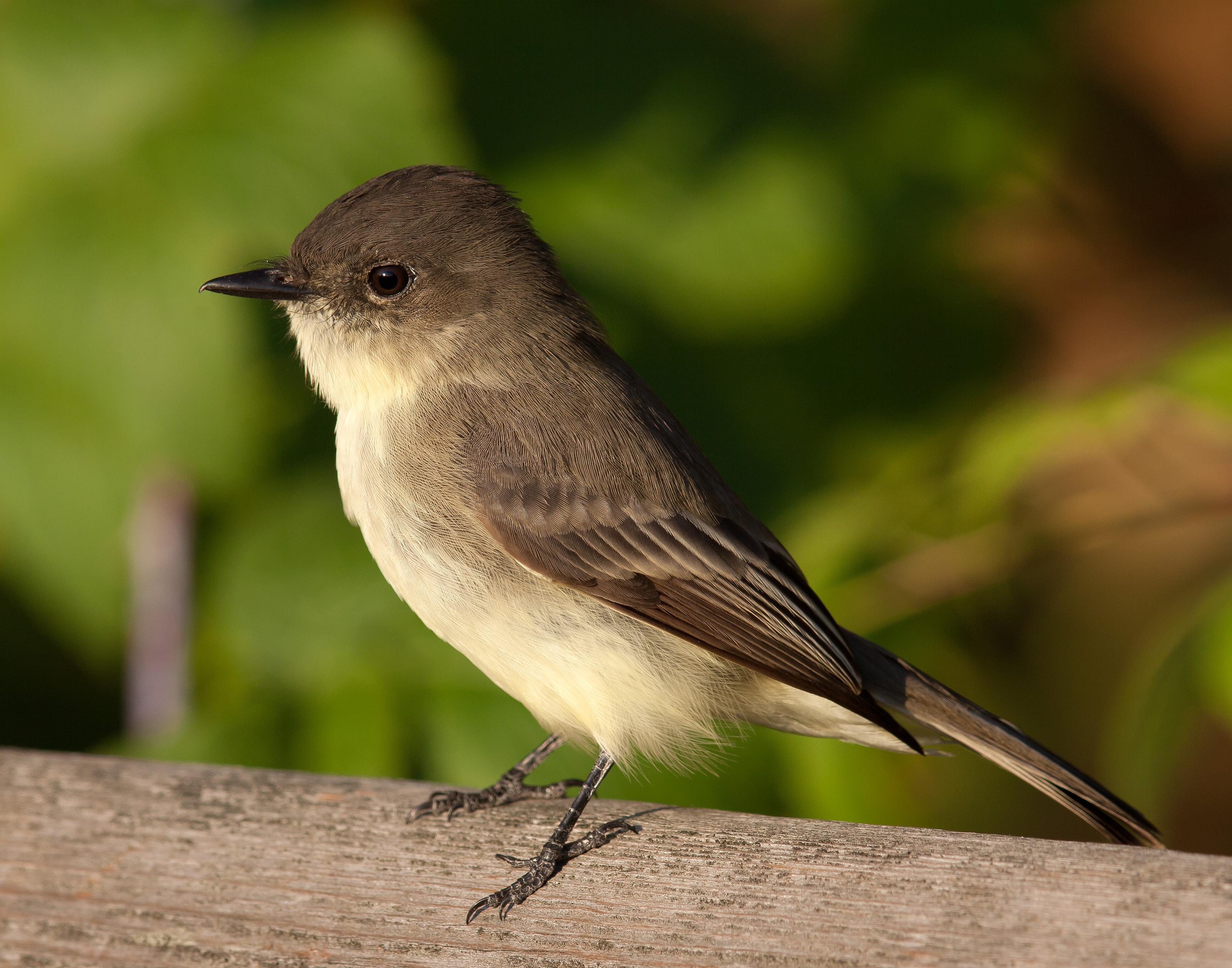
Weißbauch-Phoebetyrann (Sayornis phoebe)

    - Schwarzkopf-Phoebetyrann (Sayornis nigricans)
    - Zimtbauch-Phoebetyrann (Sayornis saya)
    - Weißbauch-Phoebetyrann (Sayornis phoebe)

  - Xenotriccus
    - Schopfschnäppertyrann (Xenotriccus mexicanus)

Die ersten vier Unterfamilien werden von einigen Wissenschaftlern als eigenständige Familien (Spatelschnabeltyrannen (Platyrinchidae), Pipratyrannen (Pipritidae), Tachurityrannen (Tachurididae), Breitschnabeltyrannen und Todityrannen (Rhynchocyclidae)) angesehen, da sie sich schon vor 25 bis 30 Millionen Jahren vom gemeinsamen Vorfahren mit den übrigen Tyrannen getrennt haben. Aus der Unterfamilie Pipromorphinae wird dabei die Familie Rhynchocyclidae, da der Name Pipromorphinae bzw. Pipromorphidae nie den ICZN-Regeln entsprechend eingeführt worden ist.